# Ananda Sutram
Ananda Sutram to podstawowe teksty współczesnej Jogi napisane w Sanskrycie przez Shrii Shrii Anandamurtiego (1921-1990) w 1961 roku. Skomponowane według najlepszych tradycji literatury sutr, sutry owe (jest ich osiemdziesiąt pięć), służą jako zwięzły zarys całej ideologii Ananda Margi. "Ananda Sutram" oznacza "aforyzmy prowadzące ku anandam, świętej błogości." Sutry na przestrzeni wieków cenione były, jako potężne narzędzie przekazywania głębokiej filozofii w sposób skondensowany, łatwy do zapamiętania. Dosłowne znaczenie słowa "sutra" to "wątek".
Shrii Shrii Anandamurti w tych kilku jasnych sentencjach przedstawił ludzkości oryginalną koncepcję metafizyki, epistemologii, etyki i makrohistorii. Ustanowił po raz pierwszy społeczno-ekonomiczne podejście postrzegane w świetle teistycznej filozofii będącej połączeniem podmiotowego podejścia z obiektywnym dostosowaniem, które oferuje światu mocny i progresywny system społeczny oparty na gospodarczej sprawiedliwości. Zdrowe społeczeństwo opisane jest jako ruch postępowego użytkowania, w którym zaspokajane są wszystkie podstawowe potrzeby wszystkich a standard życia jest progresywnie podnoszony "dla dobra wszystkich".
Ananda Sutram składają się z pięciu rozdziałów opisujących wszechświat, umysł, ducha i podstawy zdrowego społeczeństwa.

## Rozdział 1: Brahma Cakra
1-1. Shivashaktyátmakam Brahma: Brahma jest kompozycją Shivy i Shakti

1-2. Shaktih Sá Shivasya Shaktih: Shakti (Zasada Operująca) jest shakti (mocą) Shivy.

1-3. Tayoh siddhih saincare pratisaincare ca: Akt spełnienia się dwojga (Shivy i Shakti) następuje poprzez Saincarę i Pratisaincarę. 

1-4. Paramashivah Puruśottamah vishvasya kendram: Puruśottama, Najwyższa Świadomość, jest centrum wszechświata.

1-5. Pravrttimukhii saincarah guńadháráyám: Saincara (w Cyklu Kosmicznym) jest stopniowym, ukierunkowanym na zewnątrz ruchem, powodowanym wzrostem wpływu gun (działających zasad).

1-6. Nivrttimukhii pratisaincarah guńávakśayeńa: Pratisaincarja jest powolnym dośrodkowym ruchem wynikającym z zanikania wpływu gun (działających zasad).

1-7. Drk Puruśah darshanam Shaktishca: Purusza jest obserwatorem a Prakrti jest aktem obserwacji.

1-8. Guńabandhanena guńábhivyaktih: Gdy guny zwiększają swe więzy, pełniej się przejawiają.

1-9. Guńádhikye jad´asphot´ah bhútasámyábhávát: Na skutek zbyt dużego napięcia w gunach zanika w pięciu czynnikach elementarnych odpowiednia równowaga i prymitywny czynnik stały eksploduje.

1-10. Guńaprabhávena bhútasaungharśádbalam: Na skutek oddziaływania gun następuje pośród pięciu elementarnych czynników tarcie i tworzy się bala czyli energia.

1-11. Dehakendrikáńi parińámabhútáńi baláni práńáh: Wynikła wewnętrzna siła formująca wewnątrz fizycznej struktury jądro i zachowująca jego jedność nazywana jest „Práńáh” lub „energią witalną”.

1-12. Tiivrasaungharśeńa cúrńiibhútáni jad´áni cittáńumánasadhátuh vá: W wyniku zbyt dużych napięć część prymitywnych czynników zostaje rozdrobniona i rozwijają się ektoplazmatyczne cząstki – budulec umysłu.

1-13. Vyaśt´idehe cittáńusamaváyena cittabodhah: Poprzez łączenie się ektoplazmatycznych cząstek w strukturze jednostki ewoluuje w niej poczucie citty czyli obiektywności.

1-14. Cittát guńávakśaye rajoguńaprábalye aham: Dzięki zanikaniu krępujących zasad i dominacji siły mutacyjnej z citty ewoluuje Aham czyli ego.

1-15. Súkśmábhimukhinii gatirudaye ahamtattvánmahat: Wraz z dalszym poruszaniem się ku subtelności z Ahamtattvy rozwija się Mahat.

1-16. Cittádahamprábalye buddhih: Gdy nad cittą zaczyna dominować Aham, rozwija się intelekt.

1-17. Ahamtattva mahadprábalye bodhih: Gdy nad Ahamem zaczyna dominować Mahat, rozwija się intuicja.

1-18. Mahadahamvarjite anagrasare jiivadehe latágulme kevalamcittam: U nierozwiniętych struktur żywych, pnączy i krzewów brakuje Mahatu i Ahamu, jest tam tylko citta. 

1-19. Mahadvarjite anagrasare jiivadehe latágulme cittayuktáham: U niewyewoluowanych żywych struktur, pnączy i krzewów brakuje Mahatu, jest tam tylko Aham i citta.

1-20. Prágrasare jiive latágulme mánuśe mahadaham cittáni: U wyewoluowanych istot żywych, pnączy i krzewów, a także u ludzi, jest Mahat, Aham i citta.

1-21. Bhúmávyápte Mahati aham cittayorprańáshe saguńásthitih savikalpasamádhih vá: Gdy Aham i citta zostają na powrót przekształcone w Mahat, połączenie owo nazywane jest “Savikalpa Samádhi” – “Stanem ograniczonej absorpcji”, wchłonięcia w Nacechowany Stan.

1-22. Átmani mahadprańáshe nirguńásthitih nirvikalpasamádhih vá: Gdy Mahat przekształca się i powraca w Átman, wynikły stan nazywany jest „Nirvikalpa Samádhi” lub też „stanem nieuwarunkowanego wchłonięcia,” całkowitym rozpuszczeniem się umysłu.

1-23. Tasyasthitih amánasikeśu: Stan ten (Nirvikalpa Samádhi) jest poza umysłem.

1-24. Abhávottaránandapratyayálambaniirvrttih tasya pramáńam: Błogość poprzedzająca pustkę jest oznaką tego stanu.

1-25. Bhávah bhávátiitayoh setuh Tárakabrahma: Most pomiędzy Nirguńa i Saguńa Brahma nazywany jest „Táraka Brahma” lub „Brahmanem Wyzwalającym.”

## Rozdział 2: Dharma i natura wszechświata
2-1. Anukúlavedaniiyam sukham: Szczęście jest wrodzonym mentalnym odczuciem.

2-2. Sukhánuraktih paramá jaeviivrttih: Głębokie pragnienie szczęścia jest najważniejszą skłonnością istot żywych.

2-3. Sukhamanantamánandam: Nieskończona przyjemność to błogość.

2-4. Ánandam Brahma ityáhuh: Nieskończona błogość jest nazywana Brahmanem.

2-5. Tasminnupalabdhe paramá trśńánivrttih: W tym osiągnięciu (Brahmana) zaspokajane jest całe pragnienie.

2-6. Brhadeśańáprańidhánam ca dharmah: Pragnienie i podążanie za Wielkim jest Dharmą (podstawową właściwością) ludzkości.

2-7. Tasmád dharmah sadákáryah: Dlatego też Dharma (podstawowa właściwość), zawsze musi być praktykowana, tzn. we wszystkich działaniach należy kierować się Dharmą.

2-8. Viśaye puruśávabhásah jiivátmá: Odzwierciedlenie Świadomości w jednostkowym obiekcie znamy jako „Jiivátmá”, Jednostkową Duszę.

2-9. Átmani sattásamsthitih: Każda jednostka jest ostatecznie osadzona w Átmanie.

2-10. Otahprotah yogábhyám samyuktah Puruśottamah: Kosmiczne Jądro, Puruśottama, połączone jest z każdym bytem indywidualnie i ze wszystkimi wspólnie.

2-11. Mánasátiite anavastháyám jagadbiijam: Nasienie wszechświata leży poza umysłem, w stanie, którego umysł nie może objąć.

2-12. Saguńát srśt´irutpattih: Stworzenie pochodzi od Saguńa Brahmy (Nacechowanej Świadomości).

2-13. Puruśadehe jagadábhásah: Wszechświat przybiera swą postać wewnątrz ciała Puruszy.

2-14. Brahma Satyam jagadapi satyamápekśikam: Brahman jest prawdą absolutną, wszechświat także jest prawdą, lecz relatywną.

2-15. Puruśah akartá phalasákśiibhútah bhávakendrasthitah guńayantrákashca: Świadomość nie jest w sposób bezpośredni wykonującą akcje, lecz bytem obserwującym akcje i reakcje; Umiejscowiona w jądrze Saguńa Brahmy, jest kontrolerem gun.

2-16. Akartrii viśayasamyuktá Buddhih Mahadvá: Buddhitattva lub Mahattattva nie jest wykonującym, lecz pozostaje w połączeniu z obiektami.

2-17. Aham kartá pratyakśaphalabhoktá: Aham jest sprawcą i bezpośrednio czerpie przyjemności ból z rezultatów akcji.

2-18. Karmaphalam cittam: Citta przybiera postać rezultatów akcji.

2-19. Vikrtacittasya púrvávasthápráptirphalabhogah: Osiągnięcie poprzedniego stanu odmienionej citty jest cieszeniem się lub odczuwaniem rezultatów akcji.

2-20. Na svargo na rasátalah: Nie istnieje ani piekło, ani niebo.

2-21. Bhúmácitte saincaradháráyám jad´ábhásah: Materia przybiera swą postać wewnątrz Kosmicznej Citty w przepływie Saincary.

2-22. Bhútalakśańátmakam bhútabáhitam bhútasaungharśaspandanam tanmátram: Tanmátry (najmniejsze drobiny bhút czyli czynników elementarnych) reprezentują bhúty, są przenoszone przez bhúty oraz wytwarzane przez wibrację wynikłe z tarć pomiędzy bhútami.

2-23. Bhútam tanmátreńa pariciiyate: Czynniki elementarne rozpoznawane są dzięki powiązanym z nimi Tanmátrom.

2-24. Dvárah nád´iirasah piit´hátmakáni indriyáńi: Organy (indriye) skomponowane są z bramy, nerwów, płynu nerwowego i odpowiedniego siedziska organów (połączonego z cittą).

## Rozdział 3: Umysł i sadhana
3-1. Paincakośátmiká jaeviisattá kadaliipuśpavat: Istota żywa jest skomponowana z pięciu poziomów (umysłu), podobna do kwiatu bananowca.

3-2. Saptalokátmakam Brahmamanah: Umysł Brahmana składa się z siedmiu poziomów.

3-3. Kárańamanasi diirghanidrá marańam: Długi sen w umyśle przyczynowym to śmierć.

3-4. Manovikrtih vipákápekśitá samskárah: Zaburzenie materii umysłu powodowane wyrażeniem się go jest samskárą (reakcją w formie potencjalnej).

3-5. Videhiimánase na kartrtvam na sukháni na duhkháni: W bezcielesnym umyśle nie ma wykonywania akcji, nie występuje ani odczuwanie przyjemności, ani bólu.

3-6. Abhibhávanát cittáńusrśt´apretadarshanam: Obraz ducha tworzony jest przez ektoplazmę (budulec umysłu) poprzez skoncentrowane myślenie.

3-7. Hitaeśańápreśito’pavargah: Wyrównanie się akcji kierowane jest przez (świętą) wolę dobrobytu.

3-8. Muktyákáunkśayá sadgurupráptih: Dzięki intensywnemu pragnieniu wyzwolenia dosięgamy Doskonałego Mistrza.

3-9. Brahmaeva gururekah náparah: Jedynie Guru jest Brahmanem, nikt inny.

3-10. Vádhá sá yuśamáná shaktih sevyam sthápayati lakśye: Przeszkody są pomocną siłą, która ugruntowuje aspiranta w dążeniu do celu.

3-11. Prárthanárcaná mátraeva bhramamúlam: Modlitwa i praktyki rytualne stają się jedynie źródłem zamętu.

3-12. Bhaktirbhagavadbhávaná na stutirnárcaná: Oddanie jest ideacją w Bogu, nie modlitwą czy rytualnym oddawaniem czci.

## Rozdział 4: Stworzenie wszechświata i kundalini
4-1. Triguńátmiká srśt´imátrká asheśatrikońadhárá: Pra-matka stworzenia składa się z trzech gun, w nieskończonym w trójkącie sił.

4-2. Tribhúje Sá svarúpaparińámátmiká: Trójkąt sił składa się z wzajemnie zmieniających się trzech sił.

4-3. Prathamá avyakte Sá Shivánii kendre ca Paramashivah: W pierwszym, nie przejawionym stadium, nazywamy Ją „Shivánii” a Puruszę w Jej centrum "Paramashiva" (świadek).

4-4. Dvitiiyá sakale prathamodgame Bhaeravii Bhaeraváshritá: Druga faza, kiedy ziarno ewolucji kiełkuje i porusza się dalej w linii prostej, nazywa się „náda”. Prakrti w tym stadium, nazywa się "Bhaeravii", a świadczący Purusza -"Bhaerava.”

4-5. Sadrshaparińámena Bhavánii Sá Bhavadárá: Wibracyjnym świecie istnieje sekwencja podobieństwa zakrzywień; wówczas Prakrti nazywana jest „Bhavánii” a Świadczący Purusza „Bhava.”

4-6. Shambhúliungát tasya vyaktih: Proces stworzenia rozpoczyna się od Shambhúliunga.

4-7. Sthúliibhavane nidritá sá kuńd´alinii: W ostatecznym stanie prymitywności Paráshakti spoczywająca w Svayambhú-liunga nazywana jest kuńdalinii („zwiniętą serpentyną”).

4-8. Kuńd´alinii sá múliibhútá rńátmiká: Kuńdalini jest (siłą) fundamentalnej negatywności.

## Rozdział 5: Cykl społeczny i teoria społeczno-ekonomiczna
5-1. Varńapradhánatá cakradháráyám: W ruchu cyklu społecznego zawsze dominuje jedna klasa.

5-2. Cakrakendre sadvipráh cakraniyantrakáh: Umiejscowieni w jądrze cyklu społecznego, ludzie o mentalności sadvipra kontrolują ten cykl.

5-3. Shaktisampátena cakragativardhanam krántih: Przyspieszenie ruchu cyklu społecznego poprzez użycie siły nazywa się "ewolucją."

5-4. Tiivrashaktisampátena gativardhanam viplavah: Przyspieszenie ruchu cyklu społecznego poprzez użycie ogromnej siły nazywa się " rewolucją."

5-5. Shaktisampátena vipariitadháráyám vikrántih: Odwrócenie ruchy cyklu społecznego przy użyciu siły nazywa się "kontr-ewolucją."

5-6. Tiivrashaktisampátena vipariitadháráyam prativiplavah: Odwrócenie ruchy cyklu społecznego przy użyciu ogromnej siły nazywa się "kontr-rewolucją."

5-7. Púrńávartanena parikrántih: Kompletna rotacja cylu społecznego nazywa się "ewolucją peryferyjną."

5-8. Vaecitryam prákrtadharmah samánam na bhaviśyati: Różnorodność, nie identyczność, jest prawem natury.

5-9. Yugasya sarvanimnaprayojanam sarveśám vidheyam: Zaspokojenie minimalnych potrzeb epoki powinno być zagwarantowane wszystkim.

5-10. Atiriktam pradátavyam guńánupátena: Nadwyżka bogactwa powinna być rozdzielona pomiędzy zasłużonych ludzi zgodnie z ich zasługami.

5-11. Sarvanimnamánavardhanam samájajiivalakśańam: Podnoszenie minimalnego standardu życia ludzi jest wskaźnikiem witalności społeczeństwa.

5-12. Samájádeshena viná dhanasaincayah akartavyah: Żadnej osobie nie powinno się pozwolić na gromadzenie fizycznego majątku bez wyraźnego pozwolenia lub aprobaty kolektywu.

5-13. Sthúlasúkśmakárańeśu caramopayogah prakartavyah vicárasamarthitam vańt´anainca: Powinno mieć miejsce maksymalne użytkowanie i racjonalna dystrybucja wszystkich dóbr doczesnych, ponadmaterialnych i duchowego potencjału wszechświata.

5-14. Vyaśt´isamaśt´isháriiramánasádhyátmikasambhávanáyám caramo’payogashca: Powinno mieć miejsce maksymalne użytkowanie i racjonalna dystrybucja wszystkich fizycznych, metafizycznych, doczesnych i ponadmaterialnych oraz duchowych potencjałów jednostki i całego ludzkiego społeczeństwa.

5-15. Sthúlasúkśma kárańo’payogáh susantulitáh vidheyáh: Użytkowanie dóbr fizycznych, metafizycznych, doczesnych, ponadmaterialnych i duchowych powinno być w odpowiedni sposób regulowane.

5-16. Deshakálapátraeh upayogáh parivarttante te upayogáh pragatishiiláh bhaveyuh: Metoda użytkowania dóbr powinna zmieniać się wraz z okolicznościami (czasem, przestrzenią i ludźmi); użytkowanie powinno być z natury postępowe.

Pragatishiila upayogatattvamidam sarvajanahitártham sarvajanasukhártham pracáritam. [Oto Teoria Postępowego Użytkowania, przedłożona dla szczęścia i dobrobytu wszystkich].